# Masters de Roma 1994
El Abierto de Italia 1994 fue la edición del 1994 del torneo de tenis Masters de Roma. El torneo masculino fue un evento de los Super 9 1994 y se celebró desde el 2 de mayo hasta el 8 de mayo.  El torneo femenino fue un evento de la Tier I 1994 y se celebró desde el 9 de mayo hasta el 16 de mayo.

## Campeones

### Individuales Masculino
Pete Sampras vence a  Boris Becker, 6–1, 6–2, 6–2

### Individuales Femenino
Conchita Martínez vence a  Martina Navrátilová, 7–6, 6–4

### Dobles Masculino
Yevgeny Kafelnikov /  David Rikl vencen a  Wayne Ferreira /  Javier Sánchez Vicario, 6–1, 7–5

### Dobles Femenino
Gigi Fernández /  Natalia Zvereva vencen a  Gabriela Sabatini /  Brenda Schultz, 3–6, 6–3, 6–1